# 阿部光男
阿部 光男（あべ みつお、1965年10月15日 - ）は、日本のスタントマン・演出家。AAC STUNTS取締役。

## 参加作品

### 映画
- ゼイラム(1991) - アクションコーディネート
- ゼイラム2(1994) - 殺陣
- 人造人間ハカイダー(1995)
- タオの月(1997) - アクションコーディネーター
- 好色くノ一忍法帖 ヴァージン・スナイパー 美少女妖魔伝(1997) - スタントコーディネーター
- らせん(1998) - スタントコーディネーター
- ガメラ3 邪神覚醒(1999) - スタントコーディネーター
- ゴジラ・モスラ・キングギドラ 大怪獣総攻撃(2001) - スタントコーディネーター
- 小さき勇者たち〜ガメラ〜(2006) - アクションコーディネーター
- やじきた道中 てれすこ(2007) - ワイヤーコーディネーター
- シャカリキ!(2008) - スタントコーディネーター
- 20世紀少年〈第1章〉 終わりの始まり(2008) - 操演
- 20世紀少年〈第2章〉 最後の希望(2009) - 操演
- 20世紀少年〈最終章〉ぼくらの旗(2009) - 操演

### オリジナルビデオ
- 拳鬼(1992) - アクション監督
- 修羅の雀士 ナルミ(1993) - 擬斗
- 修羅の雀士 ナルミ2(1993) - 擬斗
- ミナミの遊侠伝　なんぼのもんやねん(1994) - 擬斗
- 金なら返せん!(1994) - 擬斗
- ファイナルファイター(1994) - アクション監督
- 悶絶!!お仕置きハイヒール(1995) - 擬斗
- ミナミの遊侠伝　なんぼのもんやねん2(1995) - 擬斗
- 女飼い2(1995) - 擬斗
- 生贄 ikenie(1995) - 擬斗
- 雀鬼外伝/東海道麻雀無宿(1995) - 擬斗
- 暴力商売(2001) - 擬斗
- 暴力商売2(2001) - 擬斗

### テレビドラマ
- MAGISTER NEGI MAGI 魔法先生ネギま!(2007) - アクション監督・監督
- ドラマW・Go Ape ゴー・エイプ(2009) - アクションコーディネーター

### CM
- au auの庭で 「リアル地球儀」 篇(2008) - ワイヤーコーディネーター

### ゲーム
- ディ・サード(1997) - モーションキャプチャー
- 仮面ライダー(1998) - アクションコーディネーター
- 鬼武者（2001） - モーションキャプチャー・アクションコーディネーター、モーションキャプチャー・アクター
- メタルギアソリッド3 (2004) - アクションコーディネーター、ワイヤーワーク
- ウルトラマン (PlayStation 2)(2004) - アクションコーディネーター
- 宇宙刑事魂(2006) - アクションコーディネーター

### 出演
- ゼイラム2(1994)- ハギ
- 人造人間ハカイダー(1995) - 盗掘者